# Liste der Torschützenkönige der Fußball-Europameisterschaften der Männer
Die Liste der Torschützenkönige der Fußball-Europameisterschaften der Männer umfasst alle Torschützenkönige der Endrunden-Turniere des 1960 und 1964 noch als Europapokal der Nationen ausgetragenen Wettbewerbs. Dabei werden hier nur die erzielten Tore berücksichtigt, unabhängig davon, ob die UEFA zur Vergabe des „Goldenen Schuhs“ bei gleicher Toranzahl die Vorlagen bzw. Spielminuten heranzieht. Zusätzlich sind noch die besten Torschützen des jeweiligen Gesamtwettbewerbs, bestehend aus Qualifikation und Endrunde, gelistet.
Bisher gelang es keinem Spieler, den Titel des Torschützenkönigs zweimal zu gewinnen. Rekordtorschütze einer Endrunde ist der Franzose Michel Platini, der 1984 im eigenen Land neun Tore erzielte. Rekordtorschützen einer Europameisterschaft insgesamt sind der Engländer Harry Kane und der Portugiese Cristiano Ronaldo, denen im Wettbewerb von 2019 bis 2021 je 16 Treffer gelangen.

## Torschützenkönige
| Jahr                                   | Endrunde                                                                                      | Tore | Qualifikation                | Tore | Gesamtwettbewerb                                   | Tore |
| -------------------------------------- | --------------------------------------------------------------------------------------------- | ---- | ---------------------------- | ---- | -------------------------------------------------- | ---- |
| 1960                                   | Milan Galić François Heutte Walentin Iwanow Dražan Jerković Wiktor Ponedelnik                 | 2    | Titus Buberník Just Fontaine | 5    | Titus Buberník Just Fontaine Jean Vincent          | 5    |
| 1964                                   | Ferenc Bene Dezső Novák Jesús María Pereda                                                    | 2    | Ole Madsen                   | 11   | Ole Madsen                                         | 11   |
| 1968                                   | Dragan Džajić                                                                                 | 2    |                              |      | Luigi Riva                                         | 7    |
| 1972                                   | Gerd Müller                                                                                   | 4    |                              |      | Gerd Müller                                        | 11   |
| 1976                                   | Dieter Müller                                                                                 | 4    | Don Givens                   | 8    | Don Givens                                         | 8    |
| 1980                                   | Klaus Allofs                                                                                  | 3    | Kevin Keegan                 | 7    | Kevin Keegan                                       | 7    |
| 1984                                   | Michel Platini                                                                                | 9    | Karl-Heinz Rummenigge        | 7    | Michel Platini                                     | 9    |
| 1988                                   | Marco van Basten                                                                              | 5    | Nico Claesen                 | 7    | Alessandro Altobelli Nico Claesen Marco van Basten | 7    |
| 1992                                   | Dennis Bergkamp Tomas Brolin Henrik Larsen Karl-Heinz Riedle                                  | 3    | Darko Pančev                 | 10   | Jean-Pierre Papin                                  | 11   |
| 1996                                   | Alan Shearer                                                                                  | 5    | Davor Šuker                  | 12   | Davor Šuker                                        | 14   |
| 2000                                   | Patrick Kluivert Savo Milošević                                                               | 5    | Raúl                         | 11   | Raúl Zlatko Zahovič                                | 12   |
| 2004                                   | Milan Baroš                                                                                   | 5    | Ermin Šiljak                 | 9    | Ermin Šiljak Ruud van Nistelrooy                   | 9    |
| 2008                                   | David Villa                                                                                   | 4    | David Healy                  | 13   | David Healy                                        | 13   |
| 2012                                   | Fernando Torres 1 Mario Balotelli Alan Dsagojew Mario Gómez Mario Mandžukić Cristiano Ronaldo | 3    | Klaas-Jan Huntelaar          | 12   | Klaas-Jan Huntelaar                                | 12   |
| 2016                                   | Antoine Griezmann                                                                             | 6    | Robert Lewandowski           | 13   | Robert Lewandowski                                 | 14   |
| 2021                                   | Cristiano Ronaldo 2 Patrik Schick                                                             | 5    | Harry Kane                   | 12   | Cristiano Ronaldo Harry Kane                       | 16   |
| 2024                                   | Cody Gakpo Harry Kane Georges Mikautadze Jamal Musiala Dani Olmo Ivan Schranz                 | 3    | Romelu Lukaku                | 14   | Romelu Lukaku                                      | 14   |
| Jeweils auch Europameister Rekordmarke |                                                                                               |      |                              |      |                                                    |      |

## Rangliste (Endrunden)
| Rang | Land             | Titel |
| ---- | ---------------- | ----- |
| 1    | Deutschland      | 5     |
| 2    | Niederlande      | 4     |
|      | / Spanien        | 4     |
|      | / BR Jugoslawien | 4     |
| 5    | Frankreich       | 3     |
| 6    | England          | 2     |
|      | Sowjetunion      | 2     |
|      | Ungarn           | 2     |
| 9    | Dänemark         | 1     |
|      | Georgien         | 1     |
|      | Portugal         | 1     |
|      | Schweden         | 1     |
|      | Slowakei         | 1     |
|      | Tschechien       | 1     |